# Cucullia erythrocephala
Cucullia erythrocephala är en fjärilsart som beskrevs av Wagner 1914. Cucullia erythrocephala ingår i släktet Cucullia och familjen nattflyn. Inga underarter finns listade i Catalogue of Life.